# Čeperka (lázně)

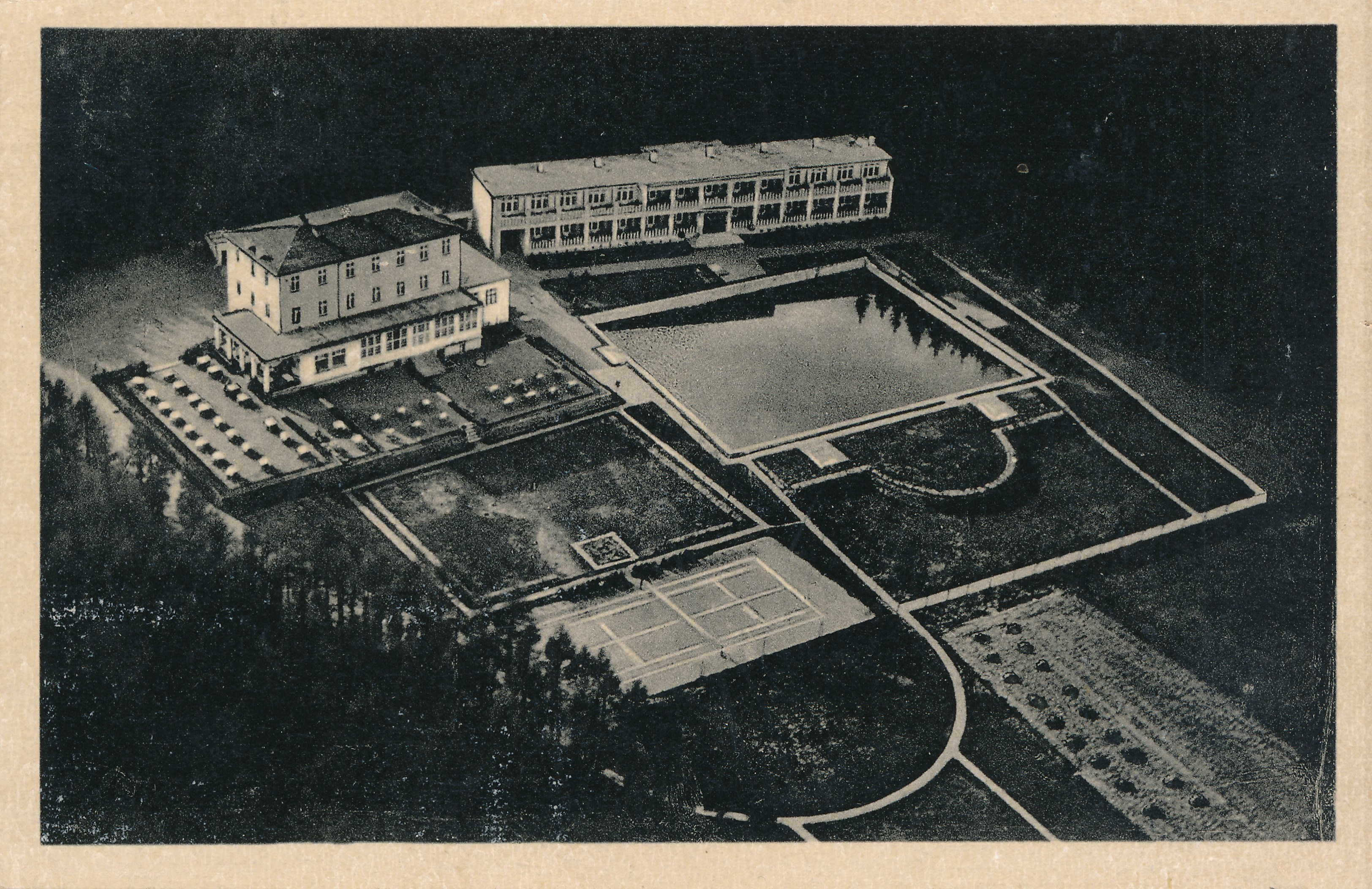
Pohlednice zaniklých lázní Čeperka. Fotografie pochází z majetku Melicharova vlastivědného muzea v Unhošti.

Čeperka byla lázeňským letoviskem v okrese Kladno.

## Založení letoviska, výstavba a rozvoj lázní
O založení letoviska u Nouzova (katastr města Unhošť v okrese Kladno) na kraji rozsáhlých křivoklátských lesů (asi 3 km od Unhoště) se snažil již před rokem 1890 majitel hostince v Unhošti a člen zastupitelstva města Unhošť Antonín Neumann. V městské radě prosadil zahájení výstavby vil v Nouzově, z jejichž pronájmu se měla financovat výstavba lázeňských objektů a budovy zřídla.

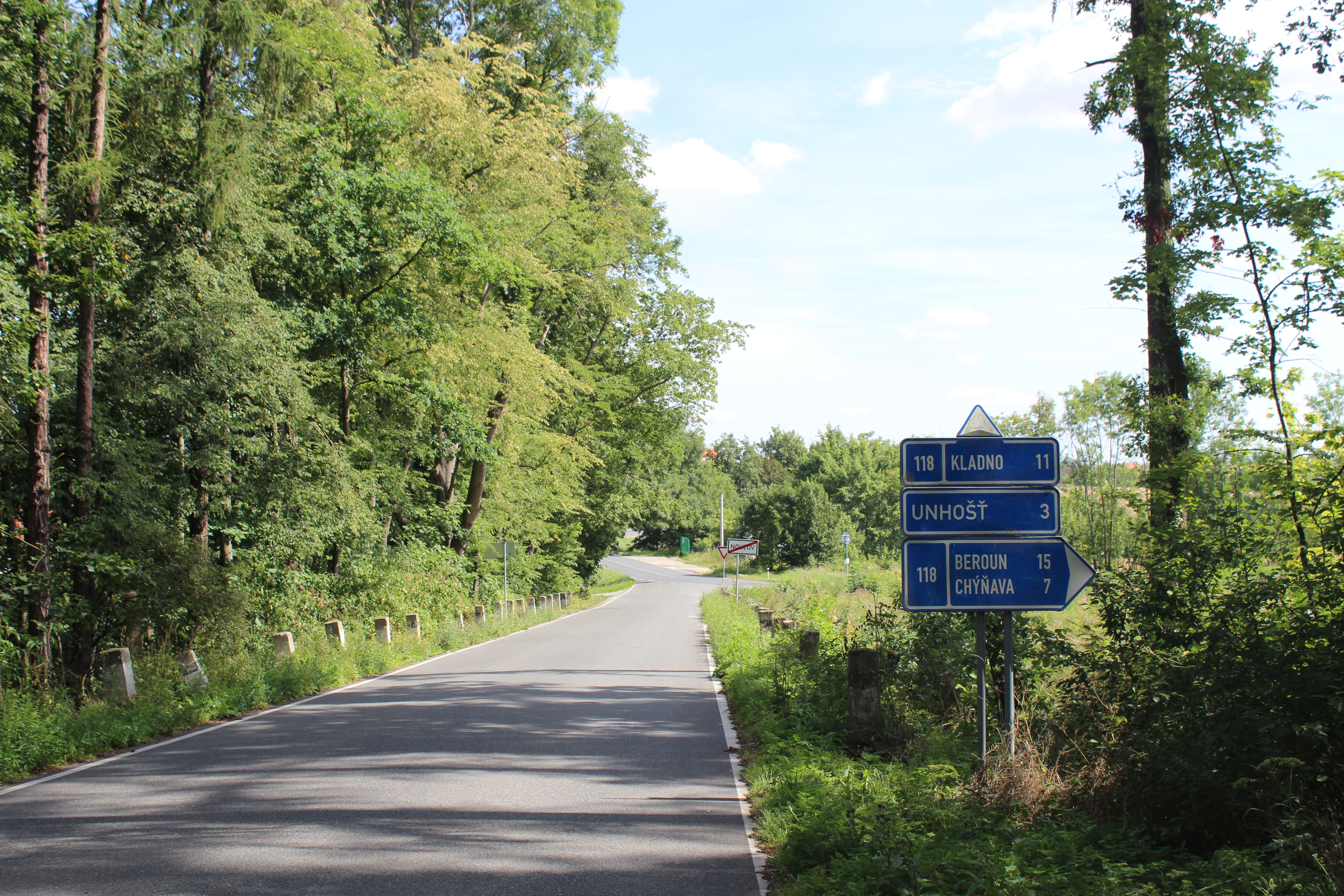
Silnice kolem části Nouzova Čeperka

V nedalekém lese vyvěrala nezamrzající studánka, ke které si celoročně občané Unhoště chodili pro vodu, protože podporovala trávení a pomáhala při trávicích potížích. U studánky s minerální vodou plánoval Antonín Neumann založit lázně. U svého hostince na unhošťském náměstí zřídil Antonín Neumann bazén s touto vodou a na své náklady začal v roce 1893 budovat ke studánce stezku, práci ale nedokončil. Stezku po jeho předčasné smrti dobudovalo město.

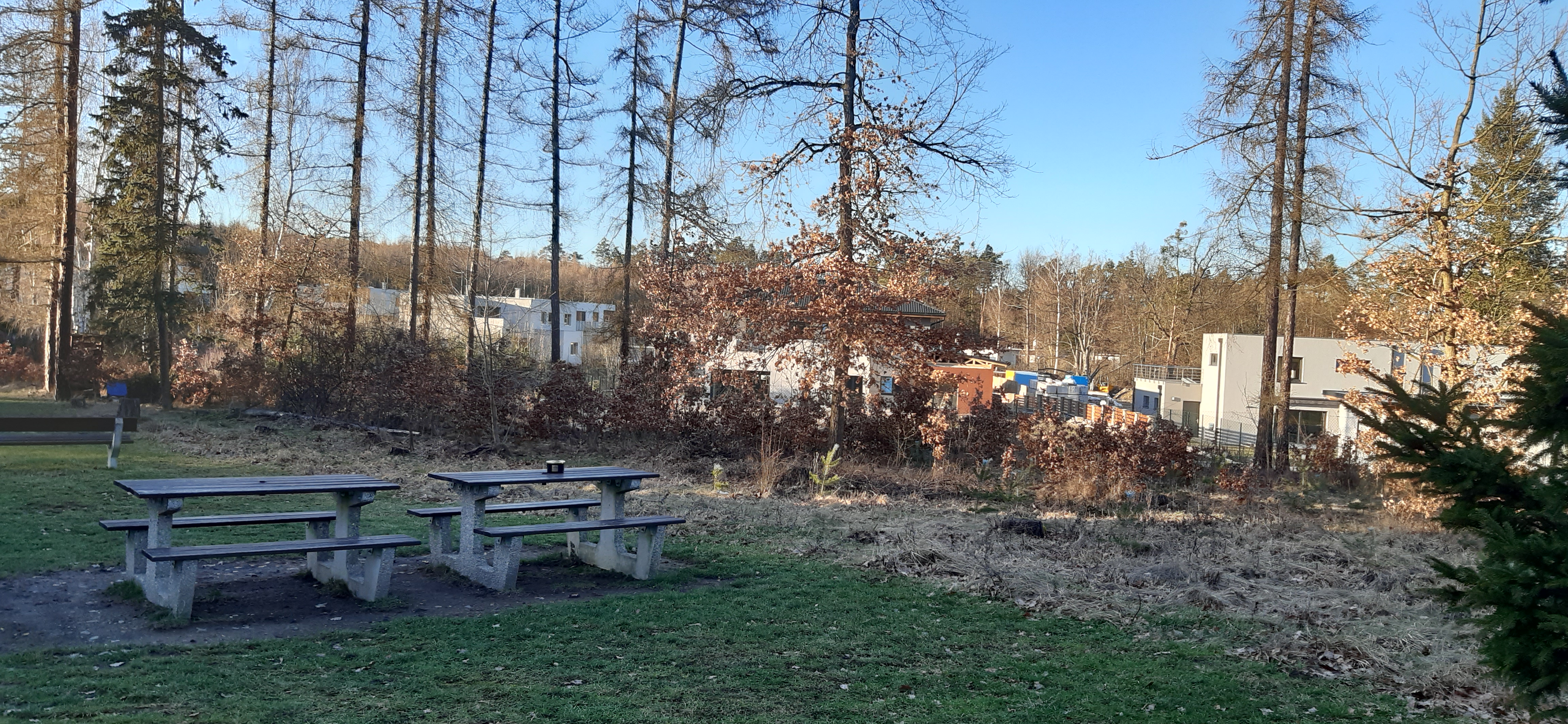
Čeperka, současný stav

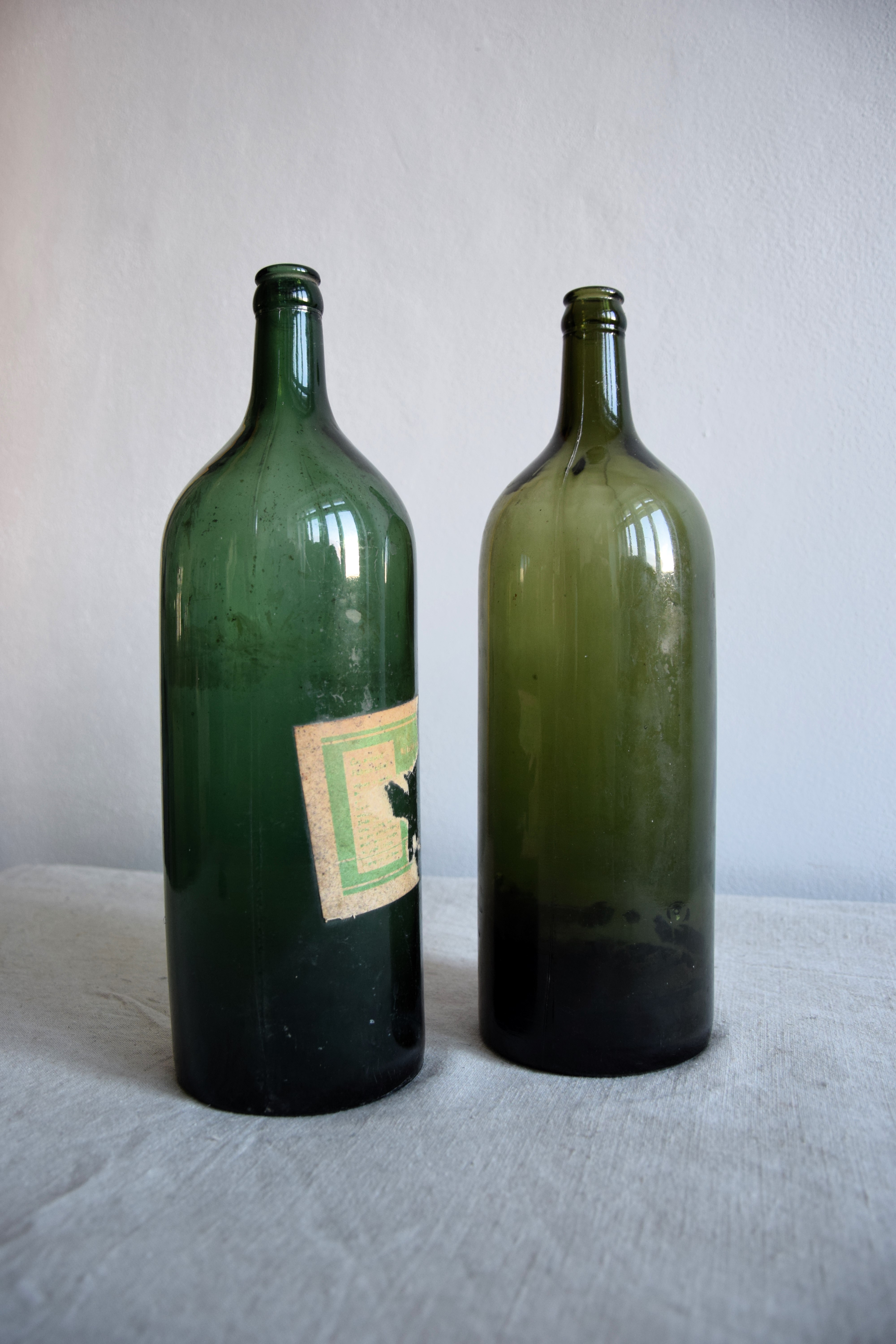
Lahve používané na minerální vodu Čeperka. Lahve ze sbírek Melicharova vlastivědného muzea v Unhošti

Teprve v roce 1929 požádal starosta Unhoště JUDr. Karel Karas jménem Lázeňského družstva – založeného z iniciativy unhošťského rodáka a technického úředníka Poldi Kladno Karla Štancla – o „souhlas s postavením čerpací stanice na pozemku v Čeperce“. Bakteriologické rozbory hloubkového třicetimetrového vrtu dopadly pozitivně, na místě vrtu byl postaven domek s čerpacím, filtračním a stáčecím zařízením. Voda byla ihned uvedena na trh. Její ochranná značka byla odvozena z unhošťského městského znaku.
Po náhlém úmrtí Karla Štancla se novým majitelem zřídla stal unhošťský vrchní poštmistr Vincenc Neumann, syn Antonína Neumanna. Získal od městské rady povolení užívat jako ochrannou známku vody Čeperky znak města – jelena se zlatým kroužkem na krku. Svoje podnikání rozvíjel a začal uvažovat o výstavbě lázeňského komplexu. V roce 1930 byla zahájena výstavba hotelu, v roce 1932 byl vedle hotelu postaven další penzion, později venkovní bazén a tenisové kurty. Po vybudování byl hotel Čeperka luxusním hotelem s celoročním provozem. Jméno hotelu bylo odvozeno z názvu místního pramene, který pro blahodárné účinky na zažívací trakt se původně nazýval Čiperka.
Hotelový komplex často měnil majitele. Po Vincenci Neumannovi vlastnil rozestavěný hotelový areál „Lesní hotel Čeperka“ s padesáti pokoji, venkovním bazénem a tenisovými kurty stavitel Jaroslav Černý. Po něm byli krátce majiteli manželé Malí, ti ho po dokončení okamžitě prodali manželům Štěpánovi a Josefě Virglovým. Tito pražští hoteliéři se postarali nejen o rozkvět lázní Čeperka, ale také o jeho propagaci. Čeperku začala navštěvovat vysoká podnikatelská a politická klientela. Prezident Emil Hácha pořádal 12. února 1939 zde tzv. Nouzovskou schůzku s předsedou tehdejší vlády Aloisem Eliášem a dalšími ministry k řešení politické krize.

## Lázně Čeperka v letech 1939–1945
Po zabrání Československa do lázní přijel na prohlídku K. H. Frank, německá nacistická armáda hotel zabrala a v areálu byla zřízena škola pro německé chlapce Hitlerjugend, která fungovala do roku 1942. Později se v prostorách hotelu usídlil Bund Deutscher Mädel, Spolek německých děvčat a protektorátní Kuratorium pro výchovu mládeže v Čechách.
Začátkem roku 1945 areál zabral oddíl vojenské jednotky Svatováclavská rota, výcvik skončil v dubnu 1945.

## Pováleční období
Po květnu 1945 byl v areálu zřízen lazaret pro zraněné příslušníky sovětské armády.
Po odchodu armády se manželé Virglovi pokusili provoz areálu a hotelu obnovit. V roce 1952 byl areál předán do majetku československé armády a byla zde zřízena kasárna. V sousedství byl vybudován přísně střežený vojenský objekt Rádiové vysílací středisko Studánka. Vojáci areál opustili po roce 1990.
Pramen vody postupně slábl, stáčírna minerálky Čeperka fungovala do roku 1976.
Hotel ani zřídlo se nedochovaly. V dalších letech objekty postupně chátraly. Vlastník objektu Město Unhošť získalo nového kupce Čeperka RD s.r.o. až po roce 1990. Developerská společnost všechny budovy strhla a na ploše bývalých lázní vybudovala rozsáhlý rezidenční bytový komplex Lesopark Čeperka s ulicemi Na Čeperce, Modřínová a Buková.

## Stáčírna minerální vody

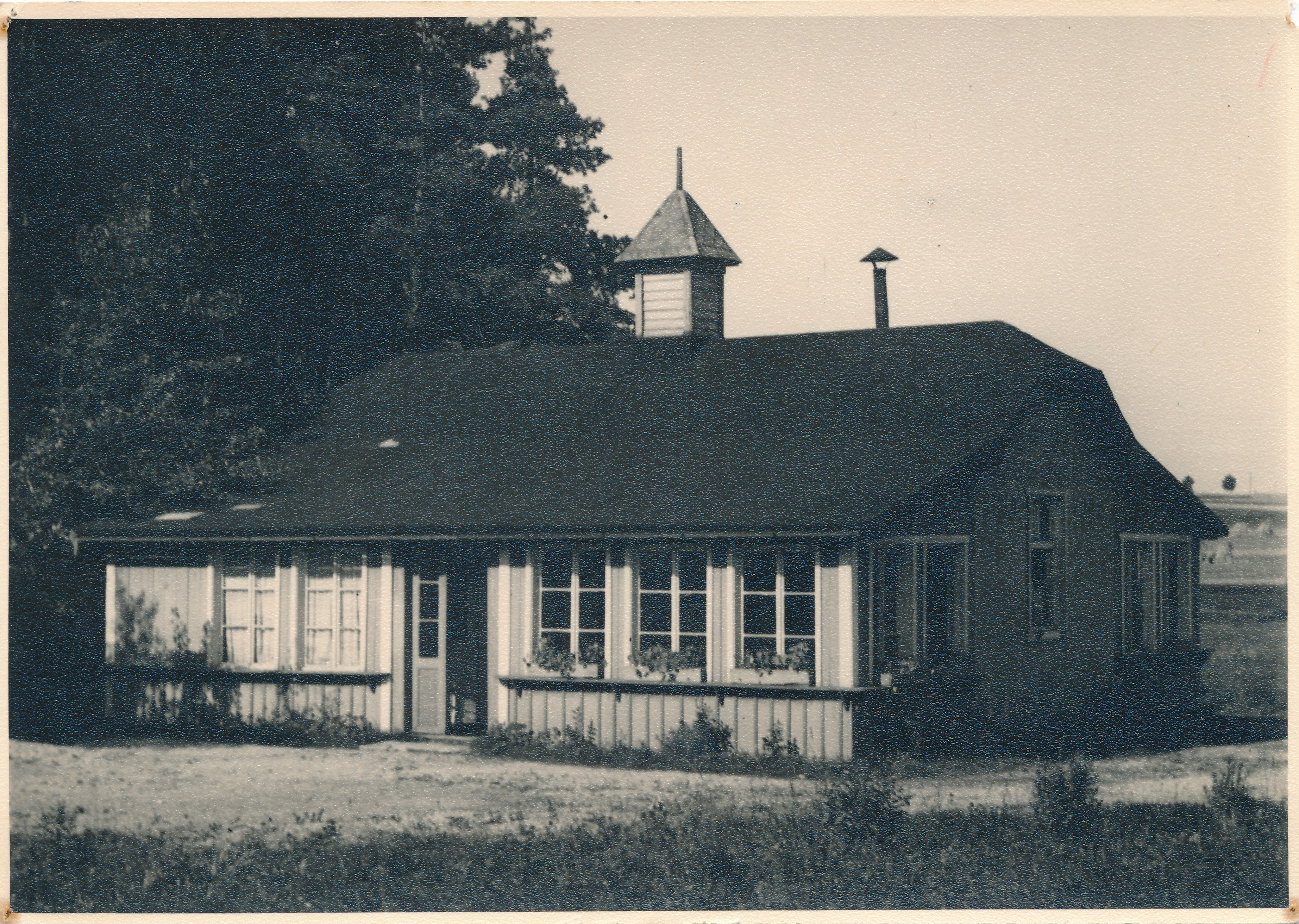
Stáčírna minerální vody, historická pohlednice z fondu Melicharova vlastivědného muzea v Unhošti

V areálu byla postavena samostatná budova stáčírny minerální vody. Budova stojí na soukromém pozemku v pozměněném stavu. Už koncem 60. let 20. století to byl obdélný zděný dům s jednoduchou střechou (v katastru nemovitostí je uveden jako rodinný dům čp. 624). Podle vzpomínek bývalého studenta (ve stáčírně pracoval v létě jako brigádník na konci 60. let) byly uvnitř budovy dvě stáčecí linky. Na začátku linky se lahve vymyly v jakési vaně, znovu ještě v bubnu se štětkami, v poslední fázi se pomocí trysek vystříkaly proudem vody. Teprve poté byly lahve naplněny vodou Čeperka, do které byl přidáván sirup a pro perlivost vody oxid uhličitý zvláštním přístrojem se narazila korunka a ještě se opticky kontrolovalo naplnění každé lahve. Lahve v bedničkách se na rampě v zadní části budovy nakládaly k odvozu na nákladní auta.

## Turistická stezka
Turistická stezka z Unhoště nese dnes jméno svého zakladatele, Neumannova stezka vede kolem soustavy rybníků. Několikrát byla obnovována (např. v 80. letech 20. století unhošťskými ochránci přírody), v současné době je schůdná.
TJ Sokol Unhošť, spolek Zdravá Unhošť a Město Kladno společně pořádají každoročně Běh Neumannovou stezkou.